# Dąbrowa Białostocka
Dąbrowa Białostocka (udtale: [dɔmˈbrɔva bʲawɔˈstɔt͡ska])  er en by  i den centrale del af voivodskabet Podlaskie i det nordøstlige Polen,  med   5.257(2021)  indbyggere og et areal på 	22,64   km².  Den  er en del af  powiatet (amt) Sokółka. Dąbrowa Białostocka ligger  sytten kilometer vest for Polens statsgrænse til Hviderusland.

## Historie
Dąbrowa Białostocka blev grundlagt som en kongelig bosættelse omkring 1558 eller 1588 oprettet. Kirken Saint Anna blev indviet i det 16. århundrede. 
Dąbrowa Białostocka blev nævnt som en by allerede i 1712, men tildelingen af stadsrettigheder kan kun bevises mellem 1712 og 1715. Under den tredje deling af Polen i 1795 kom byen under preussisk styre og blev en distriktsby, før den blev en del af det russiske imperium i 1807. I 1899 blev Dąbrowa Białostocka tilsluttet jernbanenettet. Efter 1. verdenskrig blev b yen igen en del af  den polske stat.